# Seseli patens
Seseli patens är en flockblommig växtart som beskrevs av Johann Anton Güldenstädt. Seseli patens ingår i släktet säfferötter, och familjen flockblommiga växter. Inga underarter finns listade i Catalogue of Life.